# Sierra Salinas
Sierra Salinas este o arie protejată (sit de importanță comunitară — SCI) din Spania întinsă pe o suprafață de 1.337,78 ha, integral pe uscat.

## Localizare
Centrul sitului Sierra Salinas este situat la coordonatele 38°29′36″N 1°02′15″W / 38.4933°N 1.0375°V.

## Înființare
Situl Sierra Salinas a fost declarat sit de importanță comunitară în aprilie 1999 pentru a proteja 34 de specii de animale.

## Biodiversitate
Situată în ecoregiunea mediteraneană, aria protejată conține 8 habitate naturale: Pseudostepă cu ierburi și specii anuale de Thero-Brachypodietea, Lande oro-mediteraneene cu formațiuni endemice de grozamă, Pante stâncoase calcaroase cu vegetație casmofită, Pajiști uscate europene, Pajiști carstice calcaroase sau bazofile, de Alysso-Sedion albi, Tufărișuri termo-mediteraneene și de pre-deșert, Matorral arborescenți cu Juniperus spp., Păduri de Quercus ilex și Quercus rotundifolia.
La baza desemnării sitului se află mai multe specii protejate:
- păsări (33): uliu porumbar (Accipiter gentilis), fâsă-de-câmp (Anthus campestris), acvilă de munte (Aquila chrysaetos), buha (Bubo bubo), pasărea ogorului (Burhinus oedicnemus), șorecarul comun (Buteo buteo), ciocârlie-cu-degete-scurte (Calandrella brachydactyla), Caprimulgus ruficollis, Certhia brachydactyla, șerpar (Circaetus gallicus), porumbel de scorbură (Columba oenas), Falco naumanni, șoim călător (Falco peregrinus), șoimul rândunelelor (Falco subbuteo), vânturel roșu (Falco tinnunculus), cinteză (Fringilla coelebs), ciocârlan (Galerida cristata), Galerida theklae, acvilă pitică (Hieraaetus pennatus), forfecuță gălbuie (Loxia curvirostra), ciocârlie de pădure (Lullula arborea), ciocârlie de bărăgan (Melanocorypha calandra), prigoare (Merops apiaster), pietrar mediteranean (Oenanthe hispanica), Oenanthe leucura, pietrar sur (Oenanthe oenanthe), ciuf-pitic (Otus scops), viespar (Pernis apivorus), Pyrrhocorax pyrrhocorax, silvie de tufiș (Sylvia undata), pănțărușul (Troglodytes troglodytes), mierlă gulerată (Turdus torquatus), pupăză (Upupa epops)
- mamifere (1): liliac cu aripi lungi (Miniopterus schreibersii)

Pe lângă speciile protejate, pe teritoriul sitului au mai fost identificate 37 de specii de plante, 36 de specii de păsări, 4 specii de amfibieni, 14 specii de mamifere, 12 specii de reptile.